# Zo (intelligence artificielle)
Pour les articles homonymes, voir ZO.
Chronologie des versions
Tay
Zo est un chatbot à intelligence artificielle de langue anglaise, développé par Microsoft, actif de 2016 à 2019. Il s'agit du successeur du chatbot Tay, qui avait fermé en 2016 après avoir publié des tweets racistes et misogynes,. Zo était une version anglaise des autres chatbots à succès de Microsoft Xiaoice (Chine) et Rinna (Japon).

## Histoire
Zo est lancé pour la première fois en décembre 2016 sur l'application Kik Messenger. Il est également disponible pour les utilisateurs de Facebook (via Messenger), la plateforme de discussion en groupe GroupMe, ou pour les abonnés de Twitter via messages privés.
Dans un rapport de BuzzFeed News, Zo dit à leur journaliste que "le Coran est violent" lors d'une conversation sur les soins de santé,. Le rapport souligne également un commentaire de Zo sur la capture d' Oussama Ben Laden à la suite de la collecte de «renseignements»,.
En juillet 2017, Business Insider révèle une conversation où Zo aurait indiqué que le système d'exploitation Windows serait un logiciel espion.
Zo détient le record de la plus longue conversation de chatbot continue de Microsoft : 1229 tours[Quoi ?], d'une durée de 9 heures et 53 minutes.
Zo cesse de publier sur Instagram, Twitter et Facebook le 1er mars 2019 et de chatter sur Twitter DM, Skype et Kik le 7 mars 2019.

## Accueil
Chloé Rose critique le chatbot dans un article de Quartz, en indiquant qu'il est politiquement correct à l'extrême et ferme toute conversation lorsque le sujet aborde la politique. Le fait que les interactions soient lisses est également critiqué par d'autres utilisateurs.